# Leichtathletik-Weltmeisterschaften 2015/Teilnehmer (Antigua und Barbuda)
| Gelbes Symbol für Goldmedaillen mit stilisierten Olympischen Ringen | Graues Symbol für Silbermedaillen mit stilisierten Olympischen Ringen | Braundes Symbol für Bronzemedaillen mit stilisierten Olympischen Ringen |
| ------------------------------------------------------------------- | --------------------------------------------------------------------- | ----------------------------------------------------------------------- |
| —                                                                   | —                                                                     | —                                                                       |

Der Leichtathletikverband Antigua und Barbudas nominierte sechs Athleten für die Leichtathletik-Weltmeisterschaften 2015 in der chinesischen Hauptstadt Peking.

## Ergebnisse

### Männer

#### Laufdisziplinen
| Athlet                                                                  | Disziplin | Vorlauf | Vorlauf | Halbfinale | Halbfinale | Finale             | Finale             |
| Athlet                                                                  | Disziplin | Zeit    | Platz   | Zeit       | Platz      | Zeit               | Platz              |
| ----------------------------------------------------------------------- | --------- | ------- | ------- | ---------- | ---------- | ------------------ | ------------------ |
| Miguel Francis                                                          | 200 m     | 20,38 s | 23      | 20,14 s    | 7          | nicht qualifiziert | nicht qualifiziert |
| Daniel Bailey Miguel Francis Cejhae Greene Jared Jarvis Chavaughn Walsh | 4 × 100 m | 38,01 s | 4       |            |            | 38,61 s            | 6                  |

### Frauen

#### Sprung/Wurf
| Athletin            | Disziplin  | Qualifikation | Qualifikation | Finale             | Finale             |
| Athletin            | Disziplin  | Höhe          | Platz         | Höhe               | Platz              |
| ------------------- | ---------- | ------------- | ------------- | ------------------ | ------------------ |
| Priscilla Frederick | Hochsprung | 1,85 m        | 22            | nicht qualifiziert | nicht qualifiziert |